# Imbarak Abd Allah asz-Szamich
Imbarak Abd Allah asz-Szamich, arab. ‏امبارك عبدالله الشامخ‎ (ur. 15 maja 1952 w Bengazi) – polityk libijski, od 1 marca 2000 do 14 czerwca 2003 sekretarz Generalnego Komitetu Ludowego – premier Libii. Od marca 2009 do stycznia 2010 sekretarz generalny Powszechnego Kongresu Ludowego – nominalna głowa państwa.